# Cornelis Berkhouwer
Cornelis Berkhouwer (Alkmaar, 19 de marzo de 1919-ib., 5 de octubre de 1992) fue un político neerlandés.

## Carrera
Abogado de profesión, entre 1956 y 1979 fue miembro de la Cámara de Representantes de los Estados Generales. A partir de 1967 comenzó a actuar a favor de la integración europea como especialista en asuntos exteriores.
Fue miembro del Parlamento Europeo entre 1963 y 1984, por el Partido Popular por la Libertad y la Democracia, que formó parte del grupo Liberal Demócrata en el Parlamento. Hasta julio de 1979 fue designado por la Cámara de Representantes. Ese año fue elegido de forma directa al Parlamento. Entre el 13 de marzo de 1973 y el 10 de marzo de 1975, se desempeñó como presidente de dicha institución parlamentaria. También fue vicepresidente entre 1966 y 1969, y entre 1975 y 1979.